# Šmarna gora
Šmarna gora (německy Großkahlenberg) je skalní suk ve severně od centra Lublaně, hlavního města Slovinska. Nachází se ve čtvrti Šmarna gora. Je to nejvyšší vrchol města a oblíbený cíl turistů.
Hora má dva vrcholy: západnější Šmarna gora (669 m) a východnější Grmada (676 m). Za dobré dohlednosti lze z vrcholu spatřit Triglav a Stol na severu a pohoří Snežnik na jihu.
Na západním úpatí hory leží vesnice Vikrče a Spodnje Pirniče, na severním úpatí je ves Zavrh pod Šmarno Goro a na jihovýchodním straně se nacházejí vesnice Šmartno pod Šmarno Goro a Tacen, které jsou dnes již součástí Lublaně.
Na jižní straně hory roste dub pýřitý a habrovec habrolistý, severní strana hory je pokryta bukovým lesem.
Zvony zvonice na vrcholu hory zní každý den půl hodiny před polednem.